# Baré jezik
Baré jezik (arihini, barauana, barauna, barawana, cunipusana, ihini, maldavaca, mitua, yavita; ISO 639-3: bae), jezik Baré Indijanaca koji se nekada govorio duž gornjeg toka rijeke Rio Negro u Venezueli uz kolumbijsku granicu. Pripadnici etničke grupe (238; 1975 Gaceta Indigenista) danas se služe jezicima nhengatu [yrl] ili španjolskim.
Pripada velikoj jezičnoj porodici arawak.

## Vanjske poveznice
- Ethnologue (14th)
- Ethnologue (15th)